# 三角里 (臺中市)
三角里，為臺灣臺中市神岡區轄下的一個里，位於該區東南端。

## 歷史
台灣清治末期至日治初期，三角子地區為一街庄，稱為「三角仔庄」，隸屬於捒東上堡。該庄西北與社口庄為鄰，北與大社庄為鄰，東北與社皮庄為鄰，東南邊車路墘庄，南邊為大埔厝庄，西南邊為花眉庄。
1901年（日治明治三十四年）11月，全台廢縣廳改設二十廳，該庄隸屬於臺中廳。1903年（明治三十六年）6月，該庄編入「社口區」，仍隸屬於臺中廳。1909年（明治四十二年）10月，合併二十廳為十二廳，社口區隸屬不變。1920年（大正九年），全台地方制度大改正，廢十二廳改設五州二廳，該庄改制並雅化為「三角子」大字，隸屬於臺中州豐原郡神岡庄。
戰後神岡庄改制為神岡鄉，隸屬於臺中縣，大字亦改制為村。
台灣清治末期至日治初期，三角子地區為一街庄，稱為「三角仔庄」，隸屬於捒東上堡。該庄西北與社口庄為鄰，北與大社庄為鄰，東北與社皮庄為鄰，東南邊車路墘庄，南邊為大埔厝庄，西南邊為花眉庄。
1901年（日治明治三十四年）11月，全台廢縣廳改設二十廳，該庄隸屬於臺中廳。1903年（明治三十六年）6月，該庄編入「社口區」，仍隸屬於臺中廳。1909年（明治四十二年）10月，合併二十廳為十二廳，社口區隸屬不變。1920年（大正九年），全台地方制度大改正，廢十二廳改設五州二廳，該庄改制並雅化為「三角子」大字，隸屬於臺中州豐原郡神岡庄。
戰後神岡庄改制為神岡鄉，隸屬於臺中縣，大字亦改制為村。1950年10月，中、彰、投分治，神岡鄉仍隸屬臺中縣。
1964年6月20日，民航空運公司106號班機在此處墜毀。
2010年12月，臺中縣市合併為直轄臺中市，神岡鄉改制為神岡區，村亦改制為里。